# 福田こうへい
福田こうへい （ふくだ こうへい、1976年9月21日 - ） は、岩手県岩手郡雫石町出身の演歌歌手。盛岡市在住。

## 人物
実父は、2005年に52歳で他界した元民謡歌手の福田岩月。23歳から民謡を習い始め、2012年6月に第25回日本民謡フェスティバルでグランプリを受賞するなど数々のコンクールで優勝。呉服店で営業をしていたが脱サラし、2012年10月にキングレコードから「南部蝉しぐれ」でシングルデビューを果たす。同曲はオリコンの演歌チャートで1位となった。総合チャートでも最高位8位を記録した。翌2013年、第64回NHK紅白歌合戦（NHK総合・ラジオ第1）に初出場。第55回日本レコード大賞（TBSテレビ・ラジオ）で新人賞を受賞した。
2014年、2枚目のシングル「峠越え」を発表。自己最高のオリコン初登場6位を記録し、週間の売上枚数でも「南部蝉しぐれ」を上回り自己最高を記録した。
2018年11月23日、福島県白河市で行った公演の直後に大量に吐血。病院での検査の結果、食道と胃のつなぎ目に亀裂が見つかり1泊入院、内視鏡で止血の応急処置を受けた。24日はホテルで1泊し安静にした後、本人の強い希望により25日に古殿町で行われた『NHKのど自慢』（NHK総合・ラジオ第1）に生出演したのち、精密検査を受けるため岩手県盛岡市の病院に入院。公式サイトでは病名を「急性胃粘膜病変にともなう黒色吐物」と公表した。12月1日まで入院したのち5日まで自宅療養し、6日に千葉県文化会館で開催された招待客のみの公演で復帰。8日のBSテレビ東京『第51回日本作詩大賞』の生放送に出演。10日、東京・浅草公会堂で開催したコンサートで復帰後初めて一般ファンの前で歌った。
2020年に第62回日本レコード大賞（TBSテレビ・ラジオ）で最優秀歌唱賞を受賞した。
タレントの福田萌は遠い親戚でラジオ番組で福田パンの創業家も親戚であることを明かしている。
ユーキャンでCDを購入すると金色に輝くCDラジカセが貰える。

## 作品

### シングル
| 枚 | 発売日         | タイトル                                   | 販売形態                 | 規格品番                        | 最高位（オリコン） |
| -- | -------------- | ------------------------------------------ | ------------------------ | ------------------------------- | ------------------ |
|    | 2010年6月23日  | 南部蝉しぐれ                               | CD カセットテープ        | KICM-5535 KISX-5535             | 198位              |
| 1  | 2012年10月24日 | 南部蝉しぐれ                               | CD カセットテープ        | KICM-30471 KISX-30471           | 8位                |
| 2  | 2014年4月2日   | 峠越え                                     | CD カセットテープ        | KICM-30583 KISX-30583           | 6位                |
|    | 2015年1月1日   | おかげさま                                 | CD                       | KICM-30627                      | 21位               |
|    | 2016年1月27日  | おんな船頭唄～三橋美智也カバーシングル盤～ | CD                       | KICM-30697                      | 51位               |
| 3  | 2016年8月24日  | 北の出世船                                 | CD カセットテープ        | KICM-30749 KISX-30749           | 13位               |
|    | 2017年1月11日  | 特選・歌カラベスト3 福田こうへい           | CD                       | KICM-8280                       | ―                  |
| 4  | 2017年2月8日   | 母ちゃんの浜唄                             | CD カセットテープ        | KICM-30776 KISX-30776           | 23位               |
| 5  | 2017年9月27日  | 道ひとすじ                                 | CD カセットテープ        | KICM-30818 KISX-30818           | 5位                |
| 6  | 2018年4月25日  | 天竜流し                                   | CD カセットテープ        | KICM-30856 KISX-30856           | 11位               |
| 7  | 2019年2月6日   | 男川                                       | CD カセットテープ        | KICM-30904 KISX-30904           | 10位               |
| 8  | 2019年11月6日  | アイヤ子守唄                               | CD カセットテープ        | KICM-30951 KISX-30951           | 8位                |
| 9  | 2020年6月10日  | 筑波の寛太郎                               | CD CD+DVD カセットテープ | KICM-30982 KIZM673~4 KISX-30982 | 10位               |
| 10 | 2021年1月1日   | かんべんナ                                 | CD カセットテープ        | KICM-30997 KISX-30997           | 6位                |
|    | 2021年6月2日   | 星屑の町~デュエットバージョン              | CD                       | KICM-31024                      | 16位               |
| 11 | 2021年7月14日  | 男の残雪                                   | CD カセットテープ        | KICM-31027 KISX-31027           | 11位               |
| 12 | 2022年1月1日   | ふるさと山河／一番マグロの謳               | CD CD+DVD カセットテープ | KICM-31045 KIZM713~4 KISX-31045 | 5位                |
| 13 | 2022年11月2日  | 北風よ…                                    | CD                       | KICM-31082                      | 11位               |
| 14 | 2023年4月12日  | 天空の城                                   | CD                       | KICM-31096                      | 16位               |
| 15 | 2024年1月1日   | 庄内しぐれ酒                               | CD                       | KICM-31121                      | 9位                |
| 16 | 2025年1月1日   | 匠～たくみ～                               | CD                       | KICM-31152                      | 10位               |

### アルバム
| 枚 | 発売日         | タイトル                                                    | 規格品番             | 最高位（オリコン） |
| -- | -------------- | ----------------------------------------------------------- | -------------------- | ------------------ |
| 1  | 2009年11月6日  | 民謡唄綴り「一心」                                          | KICH-5571            |                    |
| 2  | 2011年12月21日 | こころの唄                                                  | KICH-8616            |                    |
| 3  | 2013年5月8日   | 響 〜南部蝉しぐれ〜                                         | KICX-855 KITX-855    | 23位               |
| 4  | 2013年12月4日  | みちのく歌謡ベスト                                          | KICH-280             | 36位               |
| 5  | 2014年2月5日   | 演歌夢語り ～徳光和夫のナレーションで綴る（望郷・青春編）～ | KICX-900             | 30位               |
| 6  | 2014年7月21日  | 煌                                                          | KICX-916             | 20位               |
| 7  | 2016年1月27日  | 南部蝉しぐれ 〜『響』『煌』                                 | KICX-973/KICX-974    | 208位              |
| 8  | 2016年12月7日  | 憧 〜三橋美智也を唄う〜                                     | KICX-990 KITX-990    | 31位               |
| 9  | 2017年8月23日  | 魂(こころ)昭和の歌人たちを追いかけて…                       | KICX-1036 KITX-1036  | 12位               |
| 10 | 2017年11月22日 | 谺 〜こだま〜                                               | KICX-1043 KITX-1043  | 26位               |
| 11 | 2018年10月24日 | 輝 演歌ごころの真髄!                                        | KICX-1077 KITX-1077  | 17位               |
| 12 | 2019年1月1日   | シングル・コレクション                                      | KICX-1085 KITX-1085  | 26位               |
| 13 | 2019年2月27日  | 2018福田こうへいコンサート IN 浅草公会堂 ～真心伝心～       | KICX-1089            | 77位               |
| 14 | 2019年10月23日 | 粋～任侠・股旅演歌を唄う～                                  | KICX-1104 KITX-1104  | 20位               |
| 15 | 2020年11月11日 | 母～日本の母を唄う～                                        | KICX-1120            | 23位               |
|    | 2021年1月1日   | 演歌 夢の競演（CD+DVD）（市川由紀乃、福田こうへい）         | KIZC612~3            | 25位               |
| 16 | 2021年9月15日  | 祝～祝い唄で泣き笑い～                                      | KICX-91139 KICX-1139 | 11位               |
| 17 | 2022年2月9日   | 福田こうへいコンサート2021 10周年記念スペシャル             | KICX-1145            | 22位               |
|    | 2022年3月7日   | 福田こうへいの世界（CD10枚組）（ユーキャンの通販限定）      |                      |                    |
| 18 | 2022年3月16日  | おかげさま〜福田こうへいコンサートツアー2014秋〜            | KICX-1152            |                    |
| 19 | 2022年3月16日  | 福田こうへいオンステージ IN 新宿歌舞伎座                    | KICX-1153            |                    |
| 20 | 2022年3月16日  | 福田こうへいコンサート2017 IN 明治座                        | KICX-1154            |                    |
| 21 | 2022年5月11日  | ふるさと便り                                                | KICH-333             | 15位               |
| 22 | 2022年8月24日  | シングル・コレクション2                                     | KICX-1158            | 45位               |
| 23 | 2022年9月21日  | 濤 (なみ)                                                   | KICX-1161            | 25位               |
| 24 | 2023年3月22日  | 新歌舞伎座 福田こうへい特別公演2022                         | KICX-1167            |                    |
| 25 | 2023年9月27日  | 縁                                                          | KICX-1176            | 40位               |
| 26 | 2024年10月9日  | 福田こうへい特別公演2024                                    | KICX-1186            | 40位               |
| 27 | 2025年3月5日   | 戀                                                          | KICX-1193            | 34位               |

### DVD
| 枚 | 発売日         | タイトル                                             | 規格品番    | 最高位（オリコン） |
| -- | -------------- | ---------------------------------------------------- | ----------- | ------------------ |
| 1  | 2015年2月4日   | おかげさま〜福田こうへいコンサートツアー2014秋〜     | KIBM-491    | 10位               |
| 2  | 2016年12月21日 | 福田こうへいオンステージ IN 新歌舞伎座               | KIBM-624    | 20位               |
| 3  | 2017年9月1日   | 福田こうへいコンサート2017 IN 明治座                 | KIBM-673    | 10位               |
| 4  | 2018年6月27日  | 福田こうへいミュージックビデオ集                     | KIBM-719    | 22位               |
| 5  | 2019年2月27日  | 福田こうへいコンサート2018 IN 浅草公会堂〜真心伝心〜 | KIBM-774    | 5位                |
| 6  | 2022年2月9日   | 福田こうへいコンサート2021 10周年記念スペシャル      | KIBM-900    | 3位                |
| 7  | 2023年3月22日  | 新歌舞伎座 福田こうへい特別公演2022                  | KIBM-958    | 6位                |
| 8  | 2024年10月9日  | 福田こうへい特別公演2024                             | KIBM-1112/3 | 4位                |

### その他
- 2012年10月6日開始の岩手朝日テレビ「ゴエティーニョ!」内で「Goあいさつ」を歌唱している（作詞：上田仁司、作曲：佐藤将展。番組内で流れる「Goあいさつ」PVは初期版と後期版の二通り制作され、それぞれで挨拶場面の映像構成が異なる）。ただし福田自身がこれまでに公式発売してきたシングル・アルバムに「Goあいさつ」は収録されていない（IAT「ゴエティーニョ!」番組サイト内で「Goあいさつ」初期版PVをYouTube動画配信）。

## 出演

### ラジオ
- 福田こうへいのゆっくり行ぐべぇ〜（IBCラジオ、毎週日曜6:45-7:00）

### NHK紅白歌合戦出場歴
| 年度/放送回               | 回 | 曲目                  | 原曲歌唱者 | 出演順 | 対戦相手   | 備考          |
| ------------------------- | -- | --------------------- | ---------- | ------ | ---------- | ------------- |
| 2013年（平成25年）/第64回 | 初 | 南部蝉しぐれ          | -          | 06/26  | AAA        | 紅白初出場    |
| 2014年（平成26年）/第65回 | 2  | 東京五輪音頭          | 三波春夫   | 03/23  | miwa       |               |
| 2016年（平成28年）/第67回 | 3  | 東京五輪音頭（2回目） | 三波春夫   | 08/23  | 椎名林檎   | 2年ぶりの出場 |
| 2017年（平成29年）/第68回 | 4  | 王将                  | 村田英雄   | 06/23  | 市川由紀乃 |               |

- 出演順は「出演順/出場者数」を表す。

### テレビ
- 福田こうへいコンサート2017 IN 新歌舞伎座（歌謡ポップスチャンネル）
- ふるさとに響け！福田こうへい復興の歌声 ～三陸ツアー2017～（歌謡ポップスチャンネル）
- 八代亜紀いい歌いい話（2022年10月6日 - 2024年3月28日、BS11）※サブMC
- 福田こうへい&天津木村 岩手なんだりかんだり 気まぐれ道中（2025年6月11日、岩手朝日テレビ）